# Giorgia Bongianni
Giorgia Bongianni (Roma, 22 marzo 1974) è un'attrice italiana.

## Biografia
Ha interpretato il ruolo di Eleonora Palladini nella soap opera di Rai 3 Un posto al sole dal 1997 al 1998, dalla puntata 139 alla 450, con un'altra breve apparizione nelle puntate 472 e 473.
Nel 2000 ha ottenuto una parte nel film C'era un cinese in coma, per la regia di Carlo Verdone. Ha fatto parte del cast della fiction televisiva Le ragazze di Miss Italia girata nel 2000 in due puntate ma trasmessa solamente nel 2002 e in un'unica puntata.
Nel 2002 è apparsa nella miniserie TV Papa Giovanni - Ioannes XXIII, mentre nel 2005 ha recitato nella miniserie TV La caccia, rivestendo il ruolo della moglie del protagonista, interpretato da Alessio Boni.
Tra il 2007 e il 2008 è stata la protagonista femminile di Incantesimo, nel ruolo di Elena Curti.

## Filmografia

### Cinema
- Un metrò all'alba, regia di Fabrizio Lori (1990)
- Sogno ricorrente, regia di Giorgio Tarocco (1993)
- Scano Boa - Dannazione, regia di Giancarlo Marinelli (1996)
- Fatal Frames - Fotogrammi mortali, regia di Al Festa (1996)
- C'era un cinese in coma, regia di Carlo Verdone (2000)

### Televisione
- Un uomo di rispetto, regia di Damiano Damiani – miniserie TV (1993)
- Donna – serie TV, episodio 6 (1996)
- Un posto al sole – serial TV (1997-1998)
- Il maresciallo Rocca – serie TV, episodio 3x01 (2001)
- Le ragazze di Miss Italia, regia di Dino Risi – film TV (2002)
- Papa Giovanni - Ioannes XXIII, regia di Giorgio Capitani – miniserie TV (2002)
- Rita da Cascia, regia di Giorgio Capitani – miniserie TV (2004)
- Don Matteo – serie TV, episodio 4x06 (2004)
- La caccia, regia di Massimo Spano – miniserie TV (2005)
- Papa Luciani - Il sorriso di Dio, regia di Giorgio Capitani – miniserie TV (2006)
- Edda Ciano, regia di Giorgio Capitani – miniserie TV (2005)
- 48 ore, regia di Eros Puglielli – serie TV (2006)
- Incantesimo 9 e 10 – serial TV (2006-2008)
- Non smettere di sognare – serie TV, episodi 1x03, 1x04 (2011)
- Purché finisca bene – serie TV, episodio 2x03 (2016)